# 오너 먼슨

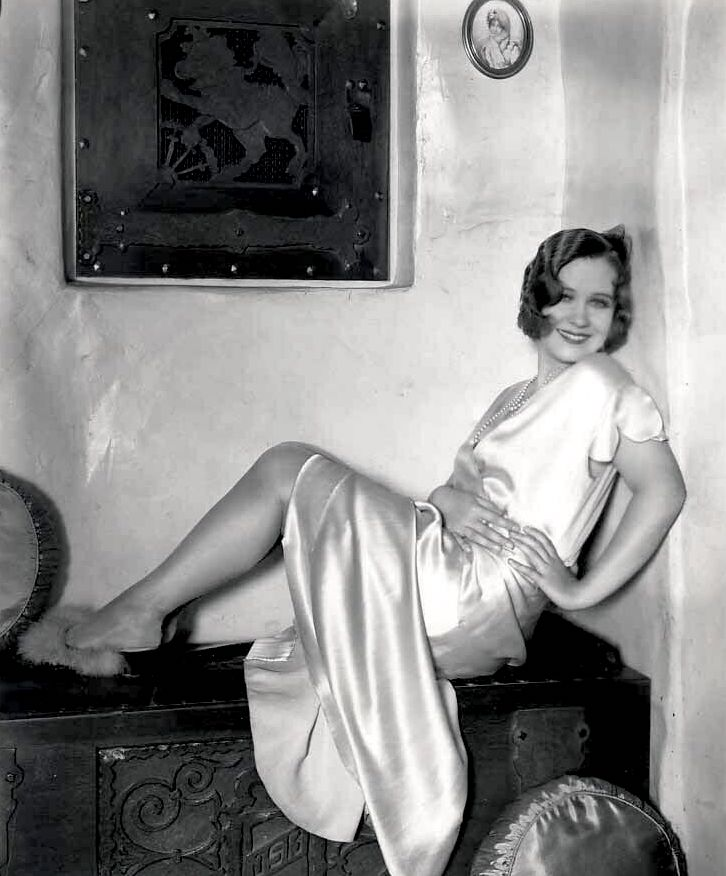

오너 먼슨(Ona Munson, 1903년 6월 16일 ~ 1955년 2월 11일)는 미국의 영화배우, 연극 배우, 텔레비전 배우, 가수이다.
포틀랜드에서 태어났으며 뉴욕에서 사망하였다. 사인은 과다복용이다.

## 영화
- 다고타 (1945년)
- 상하이 제스처 (1941년)
- 바람과 함께 사라지다 (1939년)
- 브로드마인디드 (1931년)
- 핫 에어리스 (1931년)
- 파이브 스타 파이널 (1931년)